# جایزه طراحی کرایسلر
جایزهٔ طراحی کرایسلر از دستاوردهای افراد مبتکر در معماری و طراحی که فرهنگ مدرن آمریکایی را به‌طور قابل توجهی تحت تأثیر قرار داده‌اند تقدیر می‌کند.
اهدای این جایزه پس از ۱۰ سال در سال ۲۰۰۳ متوقف شد.

## فهرست برندگان

### ۲۰۰۲
- رد برنز
- میلدرد (میکی) فریدمن
- استیو جابز
- فیلیس لُمبِر
- مری ماس
- دانیل پاتریک موینیهان

### ۲۰۰۱
- کاترین گوستافسون
- سوزان کر
- تام مین
- دانیال روزین
- استفان زاگمایستر
- استودیو ورکس

### ۲۰۰۰
- ویل برودر
- جیمز کرنر
- دیوید ام کلی
- تد میولینگ
- گری پنتر
- پائولا شر

### ۱۹۹۹
- پابلو فرو
- پیتر جیراردی
- جان مائدا
- کریم رشید
- جسی رایزر/ ناناکو اومه‌موتو
- گوئل تووی

### ۱۹۹۸
- اریک میولینگ/پاتریشیا مک شین
- مارس گریمن
- استیون هال
- گروه مارس پت‌فایندر
- بروس مائو
- تاد ویلیامز/ بیلی چن

### ۱۹۹۷
- دیلر اسکوفیدیو + رنفرو الیزابت دیلر/ ریکاردو اسکوفیدیو
- ادوارد فلا
- چاک هوبرمن
- برت روتان
- الان وکسلر

### ۱۹۹۶
- متئو کارتر
- نیلس دیفرینت
- کریگ هاگتس/ شین شین مینگ
- تیبور کالمن
- مت اسکوگن/مریل ایلام
- ریچارد سول ورمن

### ۱۹۹۵
- فرانک گِری
- رابرت ام گرینبرگ
- رف هاچکیس
- ریورب (سامی کیم، ویتنی لووه، لیسا نیوجنت، سوزان پار، لورن وایلد)
- جیمز وینز
- فیلیپ زیمرمن

### ۱۹۹۴
- موریل کوپر
- زوزانا لیکو/رودی وندرلنس
- کاترین مک کوی/مایکل مک کوی
- اشوا بنزینبرج
- جان اچ تاد/ نانسی جک تاد
- لبیوس وودز

### ۱۹۹۳
- گروه طراحی صنعتی اپل
- کراس کالرز
- جان هِیدوک
- الن لاپتون/جی ابوت میلر
- پل مک کردی
- گایتانو پشه